# Тісульський округ
Тісу́льський округ (рос. Тисульский район) — адміністративна одиниця, муніципальний округ Кемеровської області Російської Федерації.
Адміністративний центр — селище міського типу Тісуль. Відстань до обласного центру м. Кемерово — 250 км, пов'язаний із ним автомобільним сполученням.

## Географія
Округ розташований на північному сході Кемеровської області. 59,5 % території району — лісоресурсів Держфонду.
Північно-західна частина Тісульського округу — це лісостеп, південно-східна — тайга, через яку проходять відроги Кузнецького Алатау. Велика територія рясніє озерами (Берчикуль, Піщане, Пусте, Качине), річками (Кія, Дудет, Урюп та інші). В межах округу розміщується мараловий зоологічний заказник, а також державний заповідник «Кузнецький Алатау».

## Історія
Тісульський округ має давню історію. За даними археологів, перші поселення на його території виникли в IV—III століттях до н. е. На території округу виявлено пам'ятки епохи неоліту, бронзової та ранньої залізної доби. Серед них — неолітичні стоянки й поселення, велика кількість курганних могильників андроновської та тагарської археологічних культур. Знахідки, знайдені археологами, в результаті розкопок дозволяють простежити історію матеріального виробництва протягом тисячоліть. Всього на території округу виявлено 92 археологічних пам'ятки. Найвідоміші з них: Могильник Ягуней на березі річки Ягуней, розташований в полі — між селами Тамбар і Пичугино, серебряковський могильник, Тісульський могильник та інші пам'ятники тагарської культури.
В XIV–XVIII ст. територія Тісульського округу належала поліетнічній конфедерації кочових народів Південного Сибіру під назвою Хонгорай.
Визначною пам'яткою окргу є місце, де знаходиться так званий Каштацький острог. Він був побудований в 1698 році для захисту від набігів кочівників сріблоплавильного заводу. Відкриття срібної руди посланцем Петра I рудознавцем Олександром Левандіані 1697 року послужило початком зародження гірничої промисловості в окрузі. І хоча, завод був ліквідований в 1700 році, є припущення, що рудошукачі дали початок майбутньому селищу Тісуль, яке знаходилося за 5-6 км від острогу в місці злиття річок Каштак і Тісулька. Своє літочислення селище веде з 1783 року, до цієї дати відноситься перша згадка про нього в документах томського архіву.
20 березня 1931 року був утворений Маріїнсько-Тайгинський район з центром у селищі Центральний, при цьому окремо існував Тісульський район з центром у селі Тісуль. До його складу увійшли північний схід Кропивинського району, південна частина Маріїнського району та південна частина Тісульського району.
2 лютого 1935 року до складу району передані Табарська та Тісульська сільради Тяжинського району. Одночасно центр Маріїнсько-Тайгинського району переїхав до селища Тісуль і район був перейменований в Тісульський район. 28 вересня 1937 року Західносибірський край поділений на Новосибірську область та Алтайський край, район перейшов до складу першої. 26 січня 1943 року район перейшов до складу нововиділеної Кемеровської області.
1 лютого 1963 року район був поділений на Тісульський промисловий район та Тісульський сільський район. 10 червня 1963 року Тісульський сільський район був ліквідований, територія відійшла до складу Тяжинського району. 11 січня 1965 року Тісульський промисловий район перетворено в Тісульський район.
Станом на 2002 рік район поділявся на 2 селищні та 13 сільських рад:
| Поселення                     | Площа, км² | Населення, осіб (2002) | К-ть НП | Населені пункти                                                                 |
| ----------------------------- | ---------- | ---------------------- | ------- | ------------------------------------------------------------------------------- |
| Берікульська селищна рада     | -          | 1536                   | 3       | смт Берікульський, селища Московка, Новий Берікуль                              |
| Білогорська селищна рада      | -          | 3540                   | 1       | смт Білогорськ                                                                  |
| Комсомольська селищна рада    | -          | 2631                   | 1       | смт Комсомольськ                                                                |
| Макаракська селищна рада      | -          | 648                    | 2       | смт Макаракський, селище Велика Натальєвка                                      |
| Тісульська селищна рада       | -          | 9777                   | 2       | смт Тісуль, селище Ржавчик                                                      |
| Центральська селищна рада     | -          | 793                    | 1       | смт Центральний                                                                 |
| Берчикульська сільська рада   | -          | 455                    | 3       | села Великий Берчикуль, Городок, селище Смичка                                  |
| Вознесенська сільська рада    | -          | 1032                   | 3       | село Великий Барандат, присілки Вознесенка, Усть-Барандат                       |
| Дворниковська сільська рада   | -          | 308                    | 1       | присілок Дворниково                                                             |
| Кайчацька сільська рада       | -          | 581                    | 3       | присілки Антоново, Байла, Кайчак                                                |
| Куликовська сільська рада     | -          | 687                    | 2       | село Куликовка, присілок Новоівановка                                           |
| Колбинська сільська рада      | -          | 482                    | 1       | село Колба                                                                      |
| Листвянська сільська рада     | -          | 595                    | 1       | присілок Листвянка                                                              |
| Серебряковська сільська рада  | -          | 739                    | 1       | присілок Серебряково                                                            |
| Солдаткинська сільська рада   | -          | 1307                   | 3       | селища Камінь-Садат, Полуторник, Яковлевка                                      |
| Тамбарська сільська рада      | -          | 1655                   | 5       | села Солдаткино, Тамбар, селища Кінжир, Новогеоргієвка, присілок Большепичугино |
| Третьяковська сільська рада   | -          | 389                    | 1       | село Третьяково                                                                 |
| Усть-Колбинська сільська рада | -          | 591                    | 1       | село Усть-Колба                                                                 |
| Утинська сільська рада        | -          | 725                    | 2       | селище Утинка, присілок Кондрашка                                               |

17 грудня 2004 року район перетворено в Тісульський муніципальний район, усі селищні та сільські ради перетворено в міські та сільські поселення. 7 жовтня 2020 року район перетворено в Тісульський муніципальний округ, при цьому були ліквідовані усі поселення.
| Поселення                             | Площа, км² | Населення, осіб (2010) | Населення, осіб (2019) | К-ть НП | Населені пункти                                                                 |
| ------------------------------------- | ---------- | ---------------------- | ---------------------- | ------- | ------------------------------------------------------------------------------- |
| Білогорське міське поселення          | 1377,33    | 3278                   | 2593                   | 1       | смт Білогорськ                                                                  |
| Комсомольське міське поселення        | 982,49     | 2872                   | 2402                   | 3       | смт Комсомольськ, селища Велика Натальєвка, Макаракський                        |
| Тісульське міське поселення           | 32,70      | 9304                   | 7673                   | 2       | смт Тісуль, селище Ржавчик                                                      |
| Берікульське сільське поселення       | 589,25     | 1029                   | 784                    | 3       | селища Берікульський, Московка, Новий Берікуль                                  |
| Великобарандатське сільське поселення | 266,74     | 825                    | 630                    | 3       | село Великий Барандат, присілки Вознесенка, Усть-Барандат                       |
| Куликовське сільське поселення        | 307,96     | 1040                   | 878                    | 3       | села Колба, Куликовка, присілок Новоівановка                                    |
| Листвянське сільське поселення        | 173,44     | 1049                   | 942                    | 2       | село Уть-Колба, присілок Листвянка                                              |
| Полуторниківське сільське поселення   | 1391,37    | 1143                   | 880                    | 3       | селища Камінь-Садат, Полуторник, Яковлевка                                      |
| Серебряковське сільське поселення     | 169,57     | 640                    | 507                    | 1       | присілок Серебряково                                                            |
| Тамбарське сільське поселення         | 476,80     | 1377                   | 1100                   | 5       | села Солдаткино, Тамбар, селища Кінжир, Новогеоргієвка, присілок Большепичугино |
| Третьяковське сільське поселення      | 315,60     | 1081                   | 908                    | 5       | село Третьяково, присілки Антоново, Байла, Дворниково, Кайчак                   |
| Утинське сільське поселення           | 412,35     | 962                    | 781                    | 5       | села Великий Берчикуль, Городок, селища Смичка, Утинка, присілок Кондрашка      |
| Центральське сільське поселення       | 1588,00    | 445                    | 335                    | 1       | селище Центральне                                                               |

## Населення
Населення — 20413 осіб (2019; 25045 в 2010, 28471 у 2002).

## Населені пункти
| №  | Населений пункт                    | Населення, осіб (2002) | Населення, осіб (2010) |
| -- | ---------------------------------- | ---------------------- | ---------------------- |
| 1  | Антоново, присілок                 | 132                    | 77                     |
| 2  | Байла, присілок                    | 140                    | 94                     |
| 3  | Берікульський, селище              | 956                    | 694                    |
| 4  | Білогорськ, селище міського типу   | 3540                   | 3278                   |
| 5  | Большепичугино, присілок           | 293                    | 199                    |
| 6  | Велика Натальєвка, селище          | 195                    | 136                    |
| 7  | Великий Барандат, село             | 720                    | 590                    |
| 8  | Великий Берчикуль, село            | 289                    | 230                    |
| 9  | Вознесенка, присілок               | 191                    | 135                    |
| 10 | Городок, село                      | 56                     | 37                     |
| 11 | Дворниково, присілок               | 308                    | 291                    |
| 12 | Кайчак, присілок                   | 309                    | 270                    |
| 13 | Камінь-Садат, селище               | 31                     | 9                      |
| 14 | Кінжир, селище                     | 35                     | 27                     |
| 15 | Колба, село                        | 482                    | 419                    |
| 16 | Комсомольськ, селище міського типу | 2631                   | 2294                   |
| 17 | Кондрашка, присілок                | 242                    | 205                    |
| 18 | Куликовка, село                    | 649                    | 620                    |
| 19 | Листвянка, присілок                | 595                    | 535                    |
| 20 | Макаракський, селище               | 453                    | 442                    |
| 21 | Московка, селище                   | 182                    | 108                    |
| 22 | Новий Берікуль, селище             | 398                    | 227                    |
| 23 | Новогеоргієвка, селище             | 14                     | 3                      |
| 24 | Новоівановка, присілок             | 38                     | 1                      |
| 25 | Полуторник, селище                 | 1269                   | 1134                   |
| 26 | Ржавчик, селище                    | 293                    | 255                    |
| 27 | Серебряково, присілок              | 739                    | 640                    |
| 28 | Смичка, село                       | 110                    | 49                     |
| 29 | Солдаткино, село                   | 108                    | 71                     |
| 30 | Тамбар, село                       | 1205                   | 1077                   |
| 31 | Тісуль, селище міського типу       | 9484                   | 9049                   |
| 32 | Третьяково, село                   | 389                    | 349                    |
| 33 | Усть-Барандат, присілок            | 121                    | 100                    |
| 34 | Усть-Колба, село                   | 591                    | 514                    |
| 35 | Утинка, селище                     | 483                    | 441                    |
| 36 | Центральний, селище                | 793                    | 445                    |
| 37 | Яковлевка, селище                  | 7                      | 0                      |

## Господарство
Є підприємства гірничої та лісової промисловості. Багато золота, але його не добувають. Розробляється Барандатське вугільне родовище.